# Fill (muzică)

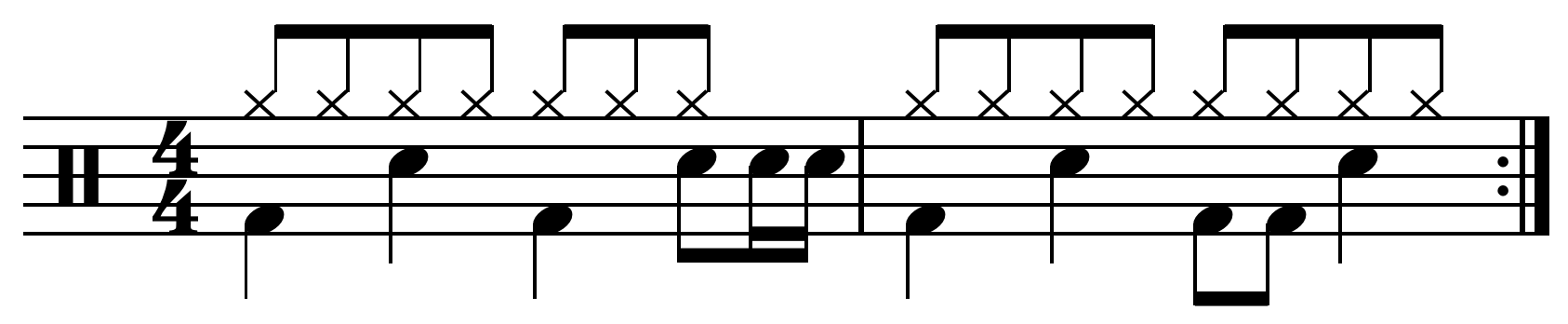
16 note cântate în stil Fill la chitară.

În muzica populară, Fill este un scurt pasaj muzical, un riff sau un sunet ritmic care are rolul de a atrage atenția ascultătorului în timpul unor pauze ale oricărei compoziții.
Stilul Fill poate fi cântat la instrumente cu care se cântă muzica rock sau pop, cum ar fi chitara electronică sau basul, orga, tobele ori la alte instrumente. În blues sau stil swing-scat Fill poate fi chiar executat. În hip-hop, Fill înseamnă de fapt zgârieturile platanelor executate de DJ.
Fill poate varia în funcție de stil si dinamică deși de cele mai multe ori Fill-urile sunt simple în structură și de scurtă durată  Fiecare tip de muzică populară, cum ar fi funk, country are pasaje Fill caracteristice. Deși este o mică pauză în model, ritmul nu este schimbat deloc iar în cele mai multe din cazuri modelul de timp este reluat imediat după Fill. 

## Tradiții și improvizații
În unele stiluri, cum ar fi jazz sau jazz fusion, muzicienii au libertatea de a improviza pasaje Fill de fiecare dată când o piesă sau melodie este compusă. În alte stiluri, cum ar fi bluegrass, artiștii, interpreții sau executanții folosesc mai mult standardele "Walkup" sau "Walkdown" pasaje scalare ca Fill în fiecare cântec. Eagles, de exemplu, utilizează Fill-uri  de fiecare dată când compun o melodie.

## Comparații cu tehnici similare
Fill-urile se deosebesc de pauzele-solo care sunt doar scurte pasaje. În timp ce Fill-urile sunt relativ discrete față de pauzele solo.